# کداک دی‌ایکس۷۵۹۰

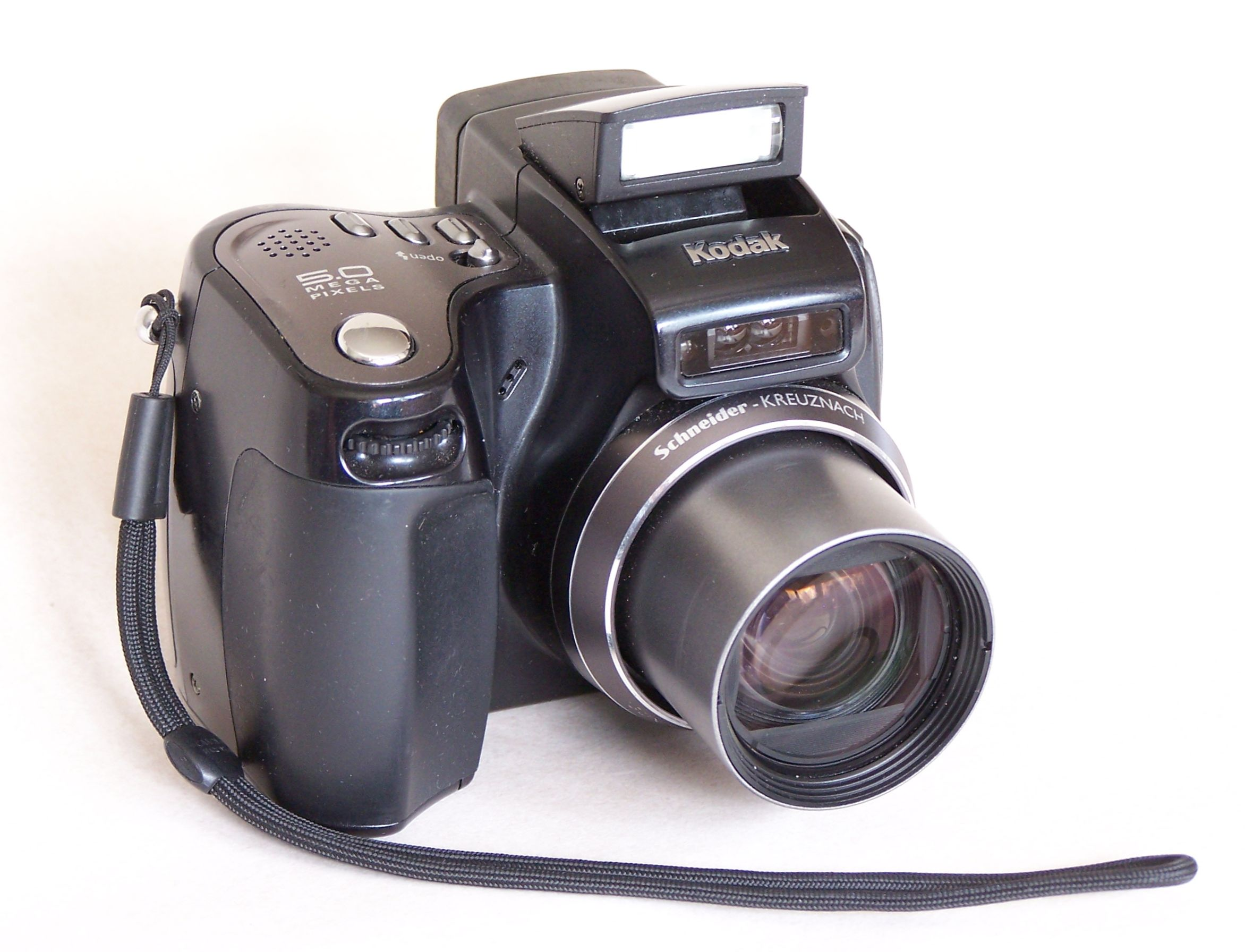
کداک دی‌ایکس۷۵۹۰

کداک دی‌ایکس۷۵۹۰ (به انگلیسی: Kodak DX7590 Zoom Digital Camera) یک دوربین عکاسی ساخت شرکت کداک است.